# Fænomen
 Der er for få eller ingen kildehenvisninger i denne artikel, hvilket er et problem. Du kan hjælpe ved at angive troværdige kilder til de påstande, som fremføres i artiklen.

Fænomen betegner i sin mest generelle betydning en faktisk sanselig hændelse eller genstand. Ordet bliver også brugt til at betegne den enestående eller usædvanlige person, ting eller hændelse.
Betegnelsen fænomen stammer fra græsk phainomenon egentlig 'det der viser sig' eller 'det der kommer til syne', præsens participium af phainesthai 'vise sig'.
I videnskabelig brug, er et fænomen enhver observerbar begivenhed, uanset hvor almindeligt det kan være, eller om det kræver brug af instrumentering til at observere eller ej.